# Discografia de Opeth
Este anexo é sobre a discografia do Opeth, uma banda sueca de death metal progressivo de Estocolmo, que consiste de onze álbuns de estúdio, três álbuns ao vivo, seis singles e três box sets. 
O Opeth foi formado em 1990 pelo vocalista David Isberg. Ele mais tarde recrutou o baixista Mikael Åkerfeldt sem o consentimento dos outros membros que ele anteriormente tinha contratado, o que resultou na saída de todos os membros da banda, exceto Isberg e Åkerfeldt. Isberg logo saiu, mas Åkerfeldt decidiu permanecer na banda e mantê-la em atividade. Para isso ele contratou o guitarrista Peter Lindgren, o baixista Johan DeFarfalla e o baterista Anders Nordin. Com essa formação, eles gravaram uma demo, que levou ao primeiro contrato da banda com uma gravadora, a Candlelight Records. Em 1995, o Opeth lançou seu primeiro álbum de estúdio, Orchid, e após mais mudanças na formação, a banda lançou Morningrise e My Arms, Your Hearse em 1996 e 1997 respectivamente.
Åkerfeldt e Lindgren, os dois membros restantes da banda, convidaram o baterista Martin Lopez e o baixista Martin Mendez a entrar para a banda, ambos aceitaram. Em 1999, eles lançaram o álbum conceitual Still Life. Steven Wilson entrou para banda no seu quinto álbum de estúdio, Blackwater Park, de 2001, produzindo e fornecendo vocais de apoio extras e instrumentos. A banda apoiou o álbum com sua primeira turnê mundial. Depois de promover o álbum, o Opeth entrou no estúdio novamente, gravando dois álbuns. O primeiro álbum, Deliverance, que foi lançado em 2002, estreou na 19ª posição no Top Heatseekers, nos Estados Unidos. O segundo álbum, Damnation, foi lançado um ano depois, e alcançou o 192º lugar na Billboard 200. Per Wiberg entrou para banda como um tecladista e gravou Ghost Reveries, que alcançou a 64ª posição na Billboard 200. Lopez e Lindgren saíram da banda e foram substituídos por Martin Axenrot e Fredrik Åkesson. Em 2008, a banda lançou seu nono álbum de estúdio, Watershed, que estreou no 23º lugar na Billboard 200, sua melhor posição na carreira e alcançou o topo das paradas finlandesas.

## Álbuns de estúdio
| Ano                                                                                       | Álbum | Melhor Posição | Melhor Posição | Melhor Posição | Melhor Posição | Melhor Posição | Melhor Posição | Melhor Posição | Melhor Posição | Melhor Posição | Melhor Posição | Melhor Posição | Melhor Posição | Melhor Posição |
| Ano                                                                                       | Álbum | SUE            | AUS            | FIN            | FRA            | ALE            | PB             | NZ             | NOR            | SUI            | RU             | EUA            | POL            | EUA Heat.      |
| ----------------------------------------------------------------------------------------- | --- | -------------- | -------------- | -------------- | -------------- | -------------- | -------------- | -------------- | -------------- | -------------- | -------------- | -------------- | -------------- | -------------- |
| 1995                                                                                      | Orchid - Lançamento: 15 de maio de 1995 - Formatos: CD, CC, LP - Gravadora: Candlelight (Cat. # 10)                                              | —              | —              | —              | —              | —              | —              | —              | —              | —              | —              | —              | —              | —              |
| 1996                                                                                      | Morningrise - Lançamento: 24 de junho de 1996 - Formatos: CD, CC, LP - Gravadora: Century Media (Cat. # 7849), Candlelight (Cat. # 15)           | —              | —              | —              | —              | —              | —              | —              | —              | —              | —              | —              | —              | —              |
| 1998                                                                                      | My Arms, Your Hearse - Lançamento: 18 de agosto de 1998 - Formatos: CD, CC, LP - Gravadora: Century Media (Cat. # 7894), Candlelight (Cat. # 25) | —              | —              | —              | —              | —              | —              | —              | —              | —              | —              | —              | —              | —              |
| 1999                                                                                      | Still Life - Lançamento: 18 de outubro de 1999 - Formatos: CD, CC, DVD-A, LP - Gravadora: Peaceville (Cat. # 78)                                 | —              | —              | —              | —              | —              | —              | —              | —              | —              | —              | —              | —              | —              |
| 2001                                                                                      | Blackwater Park - Lançamento: 27 de fevereiro de 2001 - Formatos: CD, DVD, LP - Gravadora: Music for Nations (Cat. # 284), Koch (Cat. # 8237)    | —              | —              | —              | —              | —              | —              | —              | —              | —              | —              | —              | 10             | —              |
| 2002                                                                                      | Deliverance - Lançamento: 12 de novembro de 2002 - Formatos: CD, LP - Gravadora: Music for Nations (Cat. # 291), Koch (Cat. # 8437)              | —              | —              | —              | —              | —              | —              | —              | —              | —              | —              | —              | —              | 19             |
| 2003                                                                                      | Damnation - Lançamento: 22 de abril de 2003 - Formatos: CD, LP - Gravadora: Music for Nations (Cat. # 294), Koch (Cat. # 8652)                   | —              | 54             | 37             | 112            | —              | 97             | —              | —              | —              | —              | 192            | —              | 14             |
| 2005                                                                                      | Ghost Reveries - Lançamento: 29 de agosto de 2005 - Formatos: CD, DVD, LP - Gravadora: Roadrunner (Cat. # 8123)                                  | 9              | 35             | 10             | 72             | 39             | 38             | —              | 21             | —              | 62             | 64             | 39             | —              |
| 2008                                                                                      | Watershed - Lançamento: 19 de maio de 2008 - Formatos: CD, DVD, LP - Gravadora: Roadrunner (Cat. # 7962)                                         | 7              | 7              | 1              | 47             | 23             | 14             | 26             | 7              | 24             | 34             | 23             | 35             | —              |
| 2011                                                                                      | Heritage - Lançamento: 14 de setembro de 2011 - Formatos: CD - Gravadora: Roadrunner (Cat. # 7962)                                               |                | 12             |                |                |                | 10             |                | 8              |                | 22             |                |                |                |
| 2014                                                                                      | Pale Communion |                |                |                |                |                |                |                |                |                |                |                |                |                |
| "—" denota lançamentos que não entraram na parada ou não foram lançados nesse território. | |                |                |                |                |                |                |                |                |                |                |                |                |                |

## Álbuns ao vivo
| Ano  | Álbum |
| ---- | --- |
| 2004 | Lamentations - Lançamento: 24 de fevereiro de 2004 - Formatos: CD, DVD - Gravadora: Koch (Cat. # 4189)                        |
| 2007 | The Roundhouse Tapes - Lançamento: 5 de novembro de 2007 - Formatos: CD, DVD - Gravadora: Peaceville (Cat. # 209)             |
| 2010 | In Live Concert at the Royal Albert Hall - Lançamento: 20 de setembro de 2010 - Formatos: CD, DVD, LP - Gravadora: Roadrunner |
| 2018 | Garden of the Titans: Live at Red Rocks Amphitheater - Lançamento: 2 de novembro de 2018 - Gravadora: Nuclear Blast           |

## Coletâneas
| Ano  | Álbum | Conteúdo                                                           |
| ---- | --- | ------------------------------------------------------------------ |
| 2006 | Collecter's Edition Slipcase - Lançamento: 17 de outubro de 2006 - Formatos: CD - Gravadora: Koch (Cat. # 4163) | - Blackwater Park - Deliverance - Damnation - Lamentations (2 CDs) |
| 2008 | The Candlelight Years - Lançamento: 23 de junho de 2008 - Formato: CD - Gravadora: Candlelight                  | - Orchid - Morningrise - My Arms, Your Hearse                      |
| 2009 | The Wooden Box - Lançamento: 26 de fevereiro de 2009 - Formato: LP - Gravadora: Viva Hate                       | - Orchid - Morningrise - My Arms, Your Hearse                      |

## Singles
| Ano  | Single                      | Álbum           |
| ---- | --------------------------- | --------------- |
| 2001 | "The Drapery Falls"         | Blackwater Park |
| 2003 | "Still Day Beneath the Sun" | Blackwater Park |
| 2005 | "The Grand Conjuration"     | Ghost Reveries  |
| 2008 | "Porcelain Heart"           | Watershed       |
| 2008 | "Mellotron Heart"           | Watershed       |
| 2008 | "Burden"                    | Watershed       |

## Álbuns de vídeo
| Ano  | Álbum | Certificação        |
| ---- | --- | ------------------- |
| 2004 | Lamentations - Lançamento: 24 de fevereiro de 2004 - Formatos: CD, DVD - Gravadora: Koch (Cat. # 9540)                        | - Ouro Music Canada |
| 2008 | The Roundhouse Tapes - Lançamento: 10 de novembro de 2008 - Formatos: CD, DVD - Gravadora: Peaceville (Cat. # 11)             |                     |
| 2010 | In Live Concert at the Royal Albert Hall - Lançamento: 20 de setembro de 2010 - Formatos: CD, DVD, LP - Gravadora: Roadrunner |                     |

## Videoclipes
| Ano               | Canção                  | Diretor     | Ref.   |
| ----------------- | ----------------------- | ----------- | ------ |
| 2005              | "The Grand Conjuration" | Bill Yukich | [ 23 ] |
| 2008              |                         |             |        |
| "Porcelain Heart" | Lasse Hoile             | [ 24 ]      |        |
| "Burden"          | Lasse Hoile             | [ 25 ]      |        |